# China Open 2023
China Open 2023 a fost un turneu de tenis care s-a jucat pe terenuri dure în aer liber. A fost cea de-a 22-a ediție a Openului Chinei la masculin și cea de-a 24-a la feminin. A făcut parte din seria ATP 500 din circuitul ATP 2023, și este ultimul turneu WTA 1000 din circuitul WTA 2023.
Atât turneul masculin, cât și cel feminin au avut loc la Centrul Național de Tenis din Beijing, China, în perioada 28 septembrie – 4 octombrie pentru bărbați și 30 septembrie – 8 octombrie pentru femei. Aceasta a fost prima ediție a Openului Chinei din 2019, edițiile intermediare fiind anulate din cauza pandemiei de COVID-19 din China și a răspunsului WTA la disparițai lui Peng Shuai.

## Campioni

### Simplu masculin
Pentru mai multe informații consultați China Open 2023 – Simplu masculin

### Simplu feminin
Pentru mai multe informații consultați China Open 2023 – Simplu feminin

### Dublu masculin
Pentru mai multe informații consultați China Open 2023 – Dublu masculin

### Dublu feminin
Pentru mai multe informații consultați China Open 2023 – Dublu feminin

## Distribuția punctelor
| Probă           | C     | F   | SF  | QF  | R16 | R32 | R64 | Q   | Q2  | Q1  |
| Simplu masculin | 500   | 300 | 180 | 90  | 45  | 0   | N/A | 20  | 10  | 0   |
| Dublu masculin  | 500   | 300 | 180 | 90  | 0   | N/A | N/A | 45  | 25  | 0   |
| Simplu feminin  | 1.000 | 650 | 390 | 215 | 120 | 65  | 10  | 30  | 20  | 2   |
| Dublu feminin   | 1.000 | 650 | 390 | 215 | 120 | 10  | N/A | N/A | N/A | N/A |